# Aki Riihilahti
Aki Pasinpoika Riihilahti (Helsinki, 9 september 1976) is een profvoetballer uit Finland, die speelt als middenvelder. Hij stopte in 2011 bij de Finse club HJK Helsinki en eindigt zijn carrière. Hij speelde eerder clubvoetbal in onder meer Engeland en Noorwegen.

## Clubcarrière
Op 29 juni 2006 werd bekend dat Crystal Palace na bijna zes jaar afscheid nam van Riihilahti. De op dat moment 29-jarige Fin vertrok naar het in Duitsland zojuist gedegradeerde 1. FC Kaiserslautern. Hij had een aflopend contract en kon daardoor transfervrij vertrekken. Uiteindelijk gaat Riihilahti nog 2 jaar spelen bij HJK Helsinki waarna hij zijn carrière afsluit.

## Interlandcarrière
Riihilahti kwam in totaal 69 keer (elf doelpunten) uit voor de nationale ploeg van Finland in de periode 1998–2007. Onder leiding van de Deense bondscoach Richard Møller-Nielsen maakte hij zijn debuut op 5 februari 1998 in de vriendschappelijke uitwedstrijd tegen Cyprus in Limassol (1-1), net als Mika Kottila, Janne Oinas en Teemu Tainio.
| Interlanddoelpunten | Interlanddoelpunten | Interlanddoelpunten | Interlanddoelpunten   | Interlanddoelpunten | Interlanddoelpunten | Interlanddoelpunten | Interlanddoelpunten |
| #                   | Datum               | Locatie             | Wedstrijd             | Goal(s)             | Score               | Uitslag             | Wedstrijd           |
| ------------------- | ------------------- | ------------------- | --------------------- | ------------------- | ------------------- | ------------------- | ------------------- |
| 1                   | 25/03/1998          | Ta' Qali            | Malta – Finland       | 1'                  | 0 – 1               | 0 – 2               | Oefeninterland      |
| 2                   | 02/09/2000          | Helsinki            | Finland – Albanië     | 67'                 | 2 – 1               | 2 – 1               | WK-kwalificatie     |
| 3                   | 15/02/2001          | Koeweit-Stad        | Koeweit – Finland     | 89'                 | 4 – 3               | 4 – 3               | Oefeninterland      |
| 4                   | 18/02/2001          | Dubai               | Oman – Finland        | 78'                 | 1 – 2               | 1 – 2               | Oefeninterland      |
| 5                   | 24/03/2001          | Liverpool           | Engeland – Finland    | 26'                 | 0 – 1               | 2 – 1               | WK-kwalificatie     |
| 6                   | 05/09/2001          | Helsinki            | Finland – Griekenland | 21'                 | 2 – 0               | 5 – 1               | WK-kwalificatie     |
| 7                   | 23/05/2002          | Helsinki            | Finland – Letland     | 70'                 | 1 – 1               | 2 – 1               | Oefeninterland      |
| 8                   | 20/08/2003          | Kopenhagen          | Denemarken – Finland  | 88'                 | 1 – 1               | 1 – 1               | Oefeninterland      |
| 9                   | 04/09/2004          | Tampere             | Finland – Andorra     | 57'                 | 2 – 0               | 3 – 0               | WK-kwalificatie     |
| 10                  | 26/03/2005          | Teplice             | Tsjechië – Finland    | 73'                 | 3 – 2               | 4 – 3               | WK-kwalificatie     |
| 11                  | 01/03/2006          | Paphos              | Finland – Wit-Rusland | 82'                 | 1 – 2               | 2 – 2               | Oefeninterland      |

## Erelijst
HJK Helsinki
- Suomen Cup

1996, 1998, 2011